# Тояха (приток Оби)
Тояха (устар. То-Яха) — река в Надымском районе Ямало-Ненецкого автономного округа. Устье реки находится в 85 км от устья Оби по правому берегу (Надымская Обь). Длина реки — 29 км, в 7,4 км по правому берегу впадает Вытенгаяха (длина 11 км), в 7,6 км по левому — Нгаркатанюяха (длина 17 км.

## Данные водного реестра
По данным государственного водного реестра России относится к Нижнеобскому бассейновому округу, водохозяйственный участок реки — Обь от города Салехард и до устья, речной подбассейн реки — бассейны притоков Оби ниже впадения Северной Сосьвы. Речной бассейн реки — (Нижняя) Обь от впадения Иртыша.
Код объекта в государственном водном реестре — 15020300212115300035378.